# Lijst van gemeentelijke monumenten in Ommen
De gemeente Ommen heeft 40 gemeentelijke monumenten, hieronder een overzicht. 

## Beerze
De plaats Beerze kent 2 gemeentelijke monumenten:
| Object               | Bouwjaar | Architect         | Locatie        | Coördinaten                   | Nr.             | Afbeelding  |
| -------------------- | -------- | ----------------- | -------------- | ----------------------------- | --------------- | ----------- |
| Woonhuis             | 1925     |                   | Beerzerpoort 3 | 52° 30' 39" NB, 6° 31' 57" OL | 0175/OMMENGM-38 | Upload foto |
| Woonhuis Huis Beerze | 1925     | H. Jans te Beerze | Beerzerpoort 4 | 52° 30' 33" NB, 6° 31' 54" OL | 0175/OMMENGM-37 | Upload foto |

## Eerde
De plaats Eerde kent 3 gemeentelijke monumenten:
| Object    | Bouwjaar | Architect | Locatie     | Coördinaten                   | Nr.             | Afbeelding        |
| --------- | -------- | --------- | ----------- | ----------------------------- | --------------- | ----------------- |
| Boerderij | 1890     |           | Dennenweg 2 | 52° 28' 54" NB, 6° 28' 26" OL | 0175/OMMENGM-36 | Meer afbeeldingen |
| Boerderij | 1883     |           | Kruupweg 1  | 52° 29' 12" NB, 6° 26' 45" OL | 0175/OMMENGM-31 | Meer afbeeldingen |
| Woonhuis  | ca. 1890 |           | Kruupweg 3  | 52° 29' 11" NB, 6° 26' 51" OL | 0175/OMMENGM-33 | Woonhuis          |

## Junne
De plaats Junne kent 1 gemeentelijk monument:
| Object        | Bouwjaar | Architect | Locatie           | Coördinaten | Nr.             | Afbeelding    |
| ------------- | -------- | --------- | ----------------- | ----------- | --------------- | ------------- |
| Schuivenloods | ca. 1920 |           | Junnerweg (bij 9) |             | 0175/OMMENGM-40 | Schuivenloods |

## Lemele
De plaats Lemele kent 2 gemeentelijke monumenten:
| Object              | Bouwjaar | Architect                 | Locatie            | Coördinaten                   | Nr.             | Afbeelding          |
| ------------------- | -------- | ------------------------- | ------------------ | ----------------------------- | --------------- | ------------------- |
| Herdenkingsmonument | 1934     |                           | Kerkweg (bij 32)   |                               | 0175/OMMENGM-26 | Herdenkingsmonument |
| N.H. Kerkgebouw     | 1939     | Gebr. Boxman te Nijverdal | Lemelerweg 72 - 74 | 52° 27' 10" NB, 6° 24' 55" OL | 0175/OMMENGM-25 | N.H. Kerkgebouw     |

## Ommen
De plaats Ommen kent 25 gemeentelijke monumenten:
| Object                                   | Bouwjaar    | Architect | Locatie               | Coördinaten                   | Nr.             | Afbeelding                               |
| ---------------------------------------- | ----------- | --------- | --------------------- | ----------------------------- | --------------- | ---------------------------------------- |
| Woonhuis                                 | 1910        |           | Bouwstraat 6/7        | 52° 31' 10" NB, 6° 25' 27" OL | 0175/OMMENGM-01 | Woonhuis                                 |
| Winkel De Bakoven                        | ca. 1905    |           | Brugstraat 17         | 52° 31' 6" NB, 6° 25' 21" OL  | 0175/OMMENGM-14 | Winkel De Bakoven                        |
| Woonhuis                                 | 1938        |           | De Kamp 38            | 52° 30' 29" NB, 6° 25' 28" OL | 0175/OMMENGM-20 | Woonhuis                                 |
| Woonhuis Soltana                         | ca. 1930    |           | De Kamp 44            | 52° 30' 26" NB, 6° 25' 27" OL | 0175/OMMENGM-21 | Woonhuis Soltana                         |
| Woonhuis Den Hof                         | ca. 1903    |           | De Voormars 4         | 52° 31' 12" NB, 6° 25' 10" OL | 0175/OMMENGM-04 | Woonhuis Den Hof                         |
| Woonhuis                                 | ca. 1900    |           | Den Oordt 6           | 52° 31' 4" NB, 6° 25' 30" OL  | 0175/OMMENGM-47 | Woonhuis                                 |
| Hofje met woonhuizen Edith-Hof           | 1928        |           | Edith-Hof 1 - 10      | 52° 30' 51" NB, 6° 25' 34" OL | 0175/OMMENGM-11 | Hofje met woonhuizen Edith-Hof           |
| Woonhuis Hei en Dennen                   | 1903        |           | Hammerweg 14          | 52° 30' 32" NB, 6° 25' 11" OL | 0175/OMMENGM-12 | Woonhuis Hei en Dennen                   |
| Baarhuisje                               | sinds 1924  |           | Hardenbergerweg       | 52° 31' 23" NB, 6° 26' 13" OL | 0175/OMMENGM-44 | Baarhuisje                               |
| Woonhuis Laarhoeve (Padvindersboerderij) | 1849        |           | Koesteeg 5            | 52° 30' 54" NB, 6° 25' 10" OL | 0175/OMMENGM-19 | Woonhuis Laarhoeve (Padvindersboerderij) |
| Winkelpand                               | 1903        |           | Kruisstraat 1         | 52° 31' 9" NB, 6° 25' 24" OL  | 0175/OMMENGM-02 | Winkelpand                               |
| Winkelpui                                | ca. 1910    |           | Kruisstraat 2         | 52° 31' 9" NB, 6° 25' 24" OL  | 0175/OMMENGM-03 | Winkelpui                                |
| VVV-kantoor /woonhuis                    | 1881        |           | Kruisstraat 6 - 6a    | 52° 31' 9" NB, 6° 25' 25" OL  | 0175/OMMENGM-18 | VVV-kantoor /woonhuis                    |
| Postkantoor                              | ca. 1905    |           | Markt 17              | 52° 31' 4" NB, 6° 25' 23" OL  | 0175/OMMENGM-15 | Postkantoor                              |
| Kantoor                                  | ca. 1900    |           | Markt 32              | 52° 31' 9" NB, 6° 25' 12" OL  | 0175/OMMENGM-07 | Kantoor                                  |
| Pastorie RK. Kerk                        | 1938        |           | Nering Bogelstraat 1  | 52° 31' 13" NB, 6° 25' 11" OL | 0175/OMMENGM-16 | Pastorie RK. Kerk                        |
| RK. kerkgebouw St. Brigitta              | 1938 - 1939 |           | Nering Bogelstraat 1a | 52° 31' 13" NB, 6° 25' 11" OL | 0175/OMMENGM-17 | RK. kerkgebouw St. Brigitta              |
| Restaurant/woonhuis                      | 1903        |           | Stationsweg 31        | 52° 30' 37" NB, 6° 25' 6" OL  | 0175/OMMENGM-08 | Restaurant/woonhuis                      |
| NS Station/woonhuis                      | 1902 -1903  |           | Stationsweg 35        | 52° 30' 36" NB, 6° 25' 2" OL  | 0175/OMMENGM-09 | Meer afbeeldingen                        |
| Baarhuisje                               | 1828- 1969  |           | Van Raaltestraat      | 52° 31' 14" NB, 6° 25' 35" OL | 0175/OMMENGM-05 | Baarhuisje                               |
| Joodse begraafplaats                     | 18e-eeuws   |           | Van Raaltestraat      | 52° 31' 14" NB, 6° 25' 35" OL | 0175/OMMENGM-06 | Joodse begraafplaats                     |
| Kinderopvang/kantoor v. Raalteschool     | ca. 1950    |           | Van Raaltestraat 23   | 52° 31' 15" NB, 6° 25' 34" OL | 0175/OMMENGM-46 | Kinderopvang/kantoor v. Raalteschool     |
| Recreatiewoning De Ark                   | 1940        |           | Wolfskuil 41          | 52° 30' 22" NB, 6° 24' 15" OL | 0175/OMMENGM-13 | Upload foto                              |
| Kantoor Piet Hein                        | 1905        |           | Zeesserweg 5          | 52° 30' 57" NB, 6° 25' 28" OL | 0175/OMMENGM-10 | Kantoor Piet Hein                        |
| Woonhuis Gillwel Ada's Hoeve             | ca. 1853    |           | Zwolseweg 17          | 52° 30' 51" NB, 6° 24' 7" OL  | 0175/OMMENGM-22 | Upload foto                              |

## Ommerschans
De plaats Ommerschans kent 1 gemeentelijk monument:
| Object            | Bouwjaar | Architect | Locatie      | Coördinaten                   | Nr.             | Afbeelding        |
| ----------------- | -------- | --------- | ------------ | ----------------------------- | --------------- | ----------------- |
| Woonhuis/ atelier | 1845     |           | Balkerweg 85 | 52° 35' 26" NB, 6° 23' 28" OL | 0175/OMMENGM-45 | Woonhuis/ atelier |

## Stegeren
De plaats Stegeren kent 2 gemeentelijke monumenten:
| Object                             | Bouwjaar | Architect | Locatie         | Coördinaten                   | Nr.             | Afbeelding                         |
| ---------------------------------- | -------- | --------- | --------------- | ----------------------------- | --------------- | ---------------------------------- |
| Boerderij /woonhuis                | ca. 1880 |           | Driehoeksweg 22 | 52° 33' 58" NB, 6° 28' 34" OL | 0175/OMMENGM-43 | Boerderij /woonhuis                |
| Boerderij /woonhuis Stegeren Hoeve | ca. 1880 |           | Elfde Wijk 8    | 52° 34' 24" NB, 6° 30' 10" OL | 0175/OMMENGM-42 | Boerderij /woonhuis Stegeren Hoeve |

## Vilsteren
De plaats Vilsteren kent 4 gemeentelijke monumenten:
| Object                        | Bouwjaar | Architect | Locatie           | Coördinaten                   | Nr.             | Afbeelding         |
| ----------------------------- | -------- | --------- | ----------------- | ----------------------------- | --------------- | ------------------ |
| Woonhuis                      | 1853     |           | Nieuwe Dijk 8     |                               | 0175/OMMENGM-23 | Woonhuis           |
| Boerderij/woonhuis Erve Niens | ca. 1900 |           | Stuwepad 1        | 52° 30' 41" NB, 6° 20' 52" OL | 0175/OMMENGM-29 | Meer afbeeldingen  |
| Woonhuis/boerderij            | ca. 1900 |           | Vilsterse Allee 4 | 52° 30' 30" NB, 6° 21' 22" OL | 0175/OMMENGM-30 | Woonhuis/boerderij |
| Pastorie RK. Kerk             | ca. 1897 |           | Vilsterseweg 11   | 52° 30' 40" NB, 6° 21' 12" OL | 0175/OMMENGM-27 | Pastorie RK. Kerk  |

Almelo ·
Borne ·
Dalfsen ·
Dinkelland ·
Deventer ·
Enschede ·
Haaksbergen ·
Hardenberg ·
Hellendoorn ·
Hengelo ·
Hof van Twente ·
Kampen ·
Losser ·
Oldenzaal ·
Olst-Wijhe ·
Ommen ·
Raalte ·
Rijssen-Holten ·
Staphorst ·
Steenwijkerland ·
Twenterand ·
Wierden ·
Zwartewaterland ·
Zwolle